# Нордерфридрихског
Нордерфридрихског (њем. Norderfriedrichskoog) општина је у њемачкој савезној држави Шлезвиг-Холштајн. Једно је од 132 општинска средишта округа Нордфризланд. Према процјени из 2010. у општини је живјело 44 становника. Посједује регионалну шифру (AGS) 1054090.

## Географски и демографски подаци
Нордерфридрихског се налази у савезној држави Шлезвиг-Холштајн у округу Нордфризланд. Општина се налази на надморској висини од 0 метара. Површина општине износи 5,3 km². У самом мјесту је, према процјени из 2010. године, живјело 44 становника. Просјечна густина становништва износи 8 становника/km².